# Ship Arriving Too Late to Save a Drowning Witch
Ship Arriving Too Late to Save a Drowning Witch är ett musikalbum av Frank Zappa från 1982. Albumet innehåller låten Valley Girl som innehåller "valspeak"-monolog av Zappas dotter Moon Unit, och blev en kommersiell framgång för Zappa i USA, till Zappas förtjusning.
Albumet är också känt för låten Drowning Witch, som är en av de mest komplexa låtarna Zappa skrev. Enligt egen utsago har inget av Zappas band lyckats spela låten helt korrekt. I låten finns också ett instrumentalt citat från Igor Stravinskijs balett Våroffer.
Albumomslaget består av en droodle, föreställande just ett skepp som anländer för sent för att rädda en drunknande häxa.

## Låtlista
1. "No, Not Now" - 5:50
2. "Valley Girl" - 4:49
3. "I Come from Nowhere"- 6:13
4. "Drowning Witch" - 12:03
5. "Envelopes" - 2:46
6. "Teen-Age Prostitute" - 2:43